# قادر مدبر
قادر مدبر رز (متولد ۲ خرداد ۱۳۴۸ - تالش) که با نام قادر مدبر شناخته می‌شود، ورزشکار رشته‌های دو و میدانی اهل ایران است که بیشترین مدال پارالمپیک را برای ایران به دست آورده است. او با ۵ مدال طلا پر افتخارترین ورزشکار پارالمپیکی ایران به حساب می‌آید. مدبر در نخستین حضور خود در بازی‌های پارالمپیک آتلانتا ۱۹۹۶ سه نشان طلای ماده‌های پرتابی را کسب کرد. در پارالمپیک سیدنی ۲۰۰۰ صاحب دو مدال طلا و یک مدال برنز شد. مدبر از جانبازان جنگ ایران و عراق است و از سال ۱۳۷۲ تا هنگام خداحافظی از ورزش حرفه‌ای عضو تیم ملی دو و میدانی جانبازان و معلولین جمهوری اسلامی ایران بوده است.

## زندگی
قادر مدبر در سال ۱۳۴۸ در شهر تالش استان مازندران متولد شد. خانواده او هنگام کودکی به اردبیل مهاجرت کردند و او در همان شهر رشد یافت. مدبر تا پیش از معلولیت در رشته‌های رزمی فعالیت می‌کرد اما پس از جانبازی در جنگ ایران و عراق مسیر ورزشی او تغییر یافت. مدبر در سن ۱۹ سالگی در در عملیات بیت‌المقدس در منطقه ماهوت جانباز شد و برای همیشه توانایی حرکتی نیمه زیرین بدن خود را از دست داد. او در همان سال و پس از طی دوران نقاحت ورزش حرفه‌ای را از سر گرفت و نخست در رشته پینگ پنگ جانبازان و معلولین به فعالیت پرداخت. اندکی بعد وارد رشته پرتاب وزنه و پرتاب نیزه شد. قادر مدبر در سال ۱۳۷۲ و به دنبال قهرمانی استان و کشور به تیم ملی دو و میدانی جانبازان و معلولین ایران دعوت شد و تا هنگام کناره‌گیری از ورزش حرفه‌ای در سال ۲۰۰۰ در تیم ملی دو و میدانی عضویت داشت. به گفته مدبر مشوقین او، استادان و مربیانی چون شروین اسبقیان، جعفر حیدروند، بهمن رضایی بودند.

## ورزش حرفه‌ای
از قادر مدبر به عنوان پر افتخارترین ورزشکار تاریخ المپیک و پارالمپیک یاد می‌شود. او با داشتن ۵ مدال طلا و یک برنز در صدر ورزشکاران پارالمپیکی ایران قرار دارد. مدبر همچنین به لحاظ تعداد مدال پس از مختار نورافشان دومین ورزشکار عنوان دار ایرانی در بازی‌های پارالمپیک است. در سال ۱۳۷۲ او توانست در رشته‌های پرتاب دیسک و پرتاب نیزه به مقام قهرمانی استان و کشور دست یابد. در همان سال به اردوی تیم ملی دو و میدانی دعوت شد و در نخستین مسابقه بین‌المللی خود در برلین آلمان سهمیه حضور در بازی‌های پارالمپیک آتلانتا را به دست آورد. قادر مدبر نخستین مدال جهانی خود را در مسابقات بین‌المللی سال ۱۹۹۴ آلمان کسب کرد. این ورزشکار در این مسابقات در رشته‌های پرتاب وزنه و پرتاب دیسک مدال طلا و در رشته پرتاب نیزه مدال نقره را از آن خود کرد. او یک سال بعد به مسابقات مجروحین جنگی انگلستان اعزام شد. قادر مدبر در این مسابقات هر سه طلای رشته‌های پرتابی دو و میدانی را از آن خود کرد. قادر مدبر در سال ۱۹۹۶ برای نخستین بار به مسابقات پارالمپیک اعزام شد و توانست در این مسابقات سه مدال طلای رشته‌های پرتاب وزنه، پرتاب دیسک و پرتاب نیزه را کسب کند. او در سال ۲۰۰۰ در حالی که پارالمپیک سیدنی را با کسب دو مدال طلا و یک مدال برنز به پایان رسانده بود از ورزش حرفه‌ای کناره گیری کرد. مدبر به ۱۳ مدال طلای جهان، دو مدال نقره و یک برنز پر افتخار ترین ورزشکار جانبازان و معلولین ایرانی است. 
عناوین جهانی
- مسابقات برلین آلمان۱۹۹۴
- مسابقات برلین آلمان۱۹۹۴
- مسابقات برلین آلمان۱۹۹۴
- مسابقات مجروحین جنگی انگلستان ۱۹۹۵
- مسابقات مجروحین جنگی انگلستان ۱۹۹۵
- مسابقات مجروحین جنگی انگلستان ۱۹۹۵
- مسابقات پارالمپیک آتلانتا ۱۹۹۶
- مسابقات پارالمپیک آتلانتا ۱۹۹۶
- مسابقات پارالمپیک آتلانتا ۱۹۹۶
- مسابقات جهانی بیرمنگام انگلستان ۱۹۹۸
- مسابقات جهانی بیرمنگام انگلستان ۱۹۹۸
- مسابقات تورنمنت بین‌المللی نیوزلند ۱۹۹۹
- مسابقات تورنمنت بین‌المللی نیوزلند ۱۹۹۹
- مسابقات تورنمنت بین‌المللی نیوزلند ۱۹۹۹
- مسابقات پارالمپیک سیدنی ۲۰۰۰
- مسابقات پارالمپیک سیدنی ۲۰۰۰
- مسابقات پارالمپیک سیدنی ۲۰۰۰ [۶]